# Otsuki Tsuyoshi
Tsuyoshi Otsuki (大槻 毅, sinh ngày 1 tháng 12 năm 1972) là một huấn luyện viên và cựu cầu thủ bóng đá người Nhật Bản.
Tsuyoshi Otsuki đã dẫn dắt Urawa Reds.